# Shilshila Acharya
Shilshila Acharya (Baglung, Nepal) és una ambientalista nepalesa que ha dirigit campanyes d'èxit per augmentar el reciclatge de plàstics al Nepal. Ha reduït l'ús de bosses de plàstic al seu país i ha recuperat les deixalles abandonades pels visitants. El 2024 es va unir a la llista de 100 dones inspiradores de la BBC.

## Biografia
Acharya va néixer a Baglung. Va sorprendre la seva família després d'haver guanyat una valuosa beca per especialitzar-se en medicina quirúrgica. Va convèncer la seva família que preferiria estudiar ciències ambientals tot i que econòmicament sortiria perdent. Després de graduar-se a la Universitat de Katmandu, va anar a Noruega per estudiar aquesta vegada amb una beca binacional. Va obtenir un màster en biodiversitat i ciències ambientals per la Universitat Tribhuvan i la Universitat de Bergen.
Una de les seves primeres campanyes va suggerir que una carretera nepalesa hauria de tenir arbres plantats al seu costat. El 2014, es va unir a la Iniciativa Climàtica de l'Himàlaia, ja que va iniciar un moviment per reduir l'ús de bosses de plàstic al Nepal. El seu grup es va unir a una associació amb la cadena de supermercats Bhat-Bhateni, per fomentar l'ús de bosses de tela en comptes de les de plàstic d'un sol ús. Les bosses de tela van fer-se molt populars, la gent les comprava, però tot i així seguien amb l'hàbit de portar la compra en bosses de plàstic. El grup necessitava trobar una nova manera d'influir en la gent. L'eslògan de la seva nova campanya era "No, gràcies, porto la meva bossa" i això va canviar el comportament de la ciutadania. El govern nepalí va fer un pas més al prohibir l'ús de bosses de plàstic a Katmandú.
El 2019 va participar en una campanya per reduir la gran quantitat d'escombraries que quedaven a l'Himàlaia pels muntanyencs visitants. La seva campanya va suposar la retirada de prop de 120 tones d'escombraries.

## Reconeixements
El 2018, el Fons Mundial per la Natura (WWF) al Nepal va celebrar el seu 25è aniversari i van decidir recuperar els seus premis a la Conservació. Acharya va rebre un dels premis, atorgat a persones, pel seu treball com a directora general de la Iniciativa Climàtica de l'Himàlaia. El 2024 va ser escollida per unir-se a la llista internacional 100 Women de la BBC, que reconeix les dones més inspiradores de l'any.